# ナカラ
ナカラ（Nacala）は、モザンビーク北部の都市。人口は約22万人（2017年）。ナンプーラ州に属し、モザンビーク島の北に位置する。

## 概要
ナカラは自然の深水港を持つ港湾都市で、ナンプラやマラウイのブランタイヤまで鉄道が通じており、モザンビーク北部及びマラウイの重要な輸出港となっている。

## 気候
| ナカラの気候           | ナカラの気候 | ナカラの気候 | ナカラの気候 | ナカラの気候 | ナカラの気候 | ナカラの気候 | ナカラの気候 | ナカラの気候 | ナカラの気候 | ナカラの気候 | ナカラの気候 | ナカラの気候 | ナカラの気候 |
| 月                     | 1月          | 2月          | 3月          | 4月          | 5月          | 6月          | 7月          | 8月          | 9月          | 10月         | 11月         | 12月         | 年           |
| ---------------------- | ------------ | ------------ | ------------ | ------------ | ------------ | ------------ | ------------ | ------------ | ------------ | ------------ | ------------ | ------------ | ------------ |
| 平均最高気温 °C （°F） | 32 (89)      | 32 (89)      | 32 (89)      | 32 (89)      | 31 (88)      | 30 (86)      | 29 (85)      | 30 (86)      | 31 (87)      | 32 (89)      | 32 (89)      | 32 (89)      | 31 (88)      |
| 平均最低気温 °C （°F） | 19 (67)      | 19 (67)      | 19 (67)      | 18 (65)      | 17 (63)      | 16 (61)      | 16 (60)      | 15 (59)      | 16 (61)      | 18 (64)      | 18 (65)      | 19 (66)      | 18 (64)      |
| 降水量 mm （inch）     | 193 (7.6)    | 193 (7.6)    | 170 (6.7)    | 56 (2.2)     | 13 (0.5)     | 10 (0.4)     | 3 (0.1)      | 8 (0.3)      | 5 (0.2)      | 5 (0.2)      | 33 (1.3)     | 122 (4.8)    | 808 (31.8)   |
| 出典：Weatherbase      |              |              |              |              |              |              |              |              |              |              |              |              |              |

## 経済
ナカラにはセメント工場があり、またビーチやダイビングでも知られている。

### ナカラ回廊計画
近年、ナカラ港からナンプラやマラウイを通ってザンビアまで通じる道路を建設し、物流を盛んにして経済発展を促進する「ナカラ回廊」計画が立案され、それに基づいて道路の整備事業がJICAの援助によって行われている。

## 交通

### 港湾
- ナカラ港（英語版）

### 鉄道
- ナカラ鉄道（英語版）

### 空港
- ナカラ空港（英語版）

### 道路
- 国道12号線 (モザンビーク)（N12）